# Vezenje
Vezenje je ručna izradba slikovnih izričaja na tekstilnoj podlozi, uporabom igle i konca za vezenje, izvođenjem karakterističnih bodova prema crtanomu predlošku ili bez njega. Vez može sadržavati i druge materijale poput bisera, perli, perja i šljokica. U moderno doba vez se obično vidi na kapama, kaputima, pokrivačima, haljinama, trapericama, haljinama, čarapama pa čak i tenisicama. Vez je dostupan u širokoj paleti boja niti ili pređe.